# Mozzarella di Gioia del Colle
La mozzarella di Gioia del Colle è un formaggio, molle, fresco, di latte intero vaccino, a pasta filata, prodotto nell'Altopiano della Murgia. Questa mozzarella ha ottenuto nel 2019 dall'Unione europea la Denominazione di Origine Protetta (DOP).

## Zona di produzione
La zona di produzione, di trasformazione del latte e confezionamento della "Mozzarella di Gioia del Colle" comprende:
- nella città metropolitana di Bari, i comuni di Acquaviva delle Fonti, Alberobello, Altamura, Casamassima, Cassano delle Murge, Castellana Grotte, Conversano, Gioia del Colle, Gravina in Puglia, Locorotondo, Monopoli, Noci, Putignano, Sammichele di Bari, Santeramo in Colle e Turi;
- nella provincia di Taranto, i comuni di Castellaneta, Crispiano, Laterza, Martina Franca, Massafra e Mottola;
- nella provincia di Matera, in comune di Matera la porzione di territorio delimitata dalla SS99 e dalla SS 7.

## Caratteristiche
Il latte utilizzato per la produzione proviene da allevamenti in cui le vacche in lattazione di razza Bruna, Frisona, Pezzata Rossa, Jersey e loro incroci sono allevate in stabulazione che prevede il ricorso al pascolamento, per almeno 150 giorni per anno, di erbai monofiti o polifiti autunno-primaverili, composti da essenze leguminose (trifoglio, veccia, favino e pisello proteico) e cereali (avena, orzo, grano duro, grano tenero e loietto), ovvero da pascoli naturali di erbe spontanee.
La coagulazione, previo riscaldamento del latte a una temperatura variabile da 34 °C a 36 °C, avviene per aggiunta di caglio di vitello. La rottura della cagliata deve avvenire fino alla dimensione di una piccola nocciola. L'estrazione della cagliata avviene in prossimità del raggiungimento del pH di filatura (5,1-5,4). Al termine della maturazione, la cagliata deve essere sminuzzata e posta in appositi contenitori per la filatura. La filatura deve essere effettuata con acqua calda (con aggiunta di sale) avente una temperatura non inferiore a 85 °C. Dopo la modellatura il prodotto deve essere immesso in acqua fredda per ottenere il rassodamento.